# Wollemiaster
Walsholaria je monotipski rod glavočika smješten u podtribus Brachyscominae,  dio tribusa Astereae.
Ovaj rod opisan je 2020. izdvajanjem jedne vrste iz australskog roda  Olearia.
Jedina vrsta je W. cordatus iz Novog Južnog Walesa.

## Sinonimi
- Olearia cordata Lander